# Maupuy
Der stark bewaldete Maupuy ist mit 683 Meter über Meerhöhe die dritthöchste Erhebung der im französischen Département Creuse gelegenen Monts de Guéret.

## Etymologie
Das Französische Puy (Anhöhe, Gipfel) leitet sich ab von dem Lateinischen podium. Mau ist entweder eine Verkürzung von mauvais (schlimm, schlecht, übel) oder der Plural von mal – maux mit derselben Bedeutung. Der Maupuy ist folglich ein Berg des Übels.

## Geographie
Der Maupuy, auch Puy du Maupuy oder nur Le Maupuy, liegt auf dem Gebiet der Gemeinde Saint-Léger-le-Guérétois, etwa auf halbem Weg nach Guéret, dessen Stadtzentrum 3,5 Kilometer weiter nordöstlich der Anhöhe liegt. Er bildet eine zwei Kilometer lange, leicht nach Südwesten geneigte, Nordwest-Südost-streichende Pultscholle, die relativ steil in Richtung Guéret abbricht. Der Gipfel befindet sich an der Südostseite der einen Kilometer breiten Pultscholle und überragt die umliegende Landschaft um rund 200 Meter. Weiter südöstlich schließt sich nach einer 631 Meter hohen Einsattelung das Massiv des 689 Meter hohen Puy de Chiroux und sodann der Forêt de Chabrières an. Im Norden und Nordwesten führen die D 914 nach Bénévent-l’Abbaye und die Bahnstrecke von Guéret nach Limoges vorbei. Im Südosten quert südöstlich des Puy de Chiroux die D 940 nach Bourganeuf.
Der Gipfel kann über eine asphaltierte Straße sowohl von der gleichnamigen Ortschaft Le Maupuy im Westen Guérets als auch von Saint-Léger-le-Guérétois aus erreicht werden.

## Geologie
Der Maupuy wird vom Guéret-Granit unterlagert, einem mittelkörnigen, peraluminosen, Cordierit-führenden Biotitgranit. Dieser hatte sich im Unterkarbon (Tournaisium) vor 356 ± 10 Millionen Jahren als riesige schichtartige, lakkolithische Platte abgesondert, welche dann im weiteren Verlauf der Variszischen Orogenese nach Südsüdosten entlang bedeutender Seitenverschiebungen ausgepresst wurde. Der Monzogranit vom Maupuy wurde von Cartannaz (2006) an Zirkonen mit 349 ± 3 Jahren auch etwas jünger datiert. Vom Guéret-Granit sind vier Fazies bekannt, die als eigenständige Intrusionen aufgefasst werden können. Am Maupuy ist der Chénérailles-Peyrabout-Monzogranit anstehend. 
Der Granit wurde über lange Zeit an vielen Stellen am Maupuy als Naturstein abgebaut und wurde beispielsweise als Pflaster- und Bordürenstein in Paris und anderen französischen Städten verwendet. Der Abbau hatte verstärkt ab 1866 eingesetzt, da der Stein zum Bau der Eisenbahnstrecke Montluçon-Guéret-Limoges dringend benötigt wurde. Die Steinbruchsaktivitäten sind mittlerweile zum Stillstand gekommen. In einigen Abbruchwänden darf geklettert werden. Der größte Steinbruch steht aber jetzt unter Wasser. 
Auf der Nordwestseite des Maupuy hat sich aufgrund der erhöhten Erosion während des Pleistozäns das Felsenmeer der Pierres Civières gebildet.

## Radsport
Die Radrundfahrt Tour du Limousin führt regelmäßig über die geteerte Zugangsstraße auf die Anhöhe. 2025 wurde der Anstieg auf der 5. Etappe der Tour de France Femmes als Bergwertung der 3. Kategorie nur sieben Kilometer vor der Zielankunft in Guéret bewältigt. Die Niederländerin Anna van der Breggen gewann die Bergwertung.

## Sonstiges
Auf dem Gipfel des Maupuy steht ein Sendemast, der Émetteur de Saint-Léger-le-Guérétois. Es sind auch zwei Startgelegenheiten zum Gleitschirmfliegen vorhanden – am Nordhang sowie an der Nordostkante.  

## Photogalerie

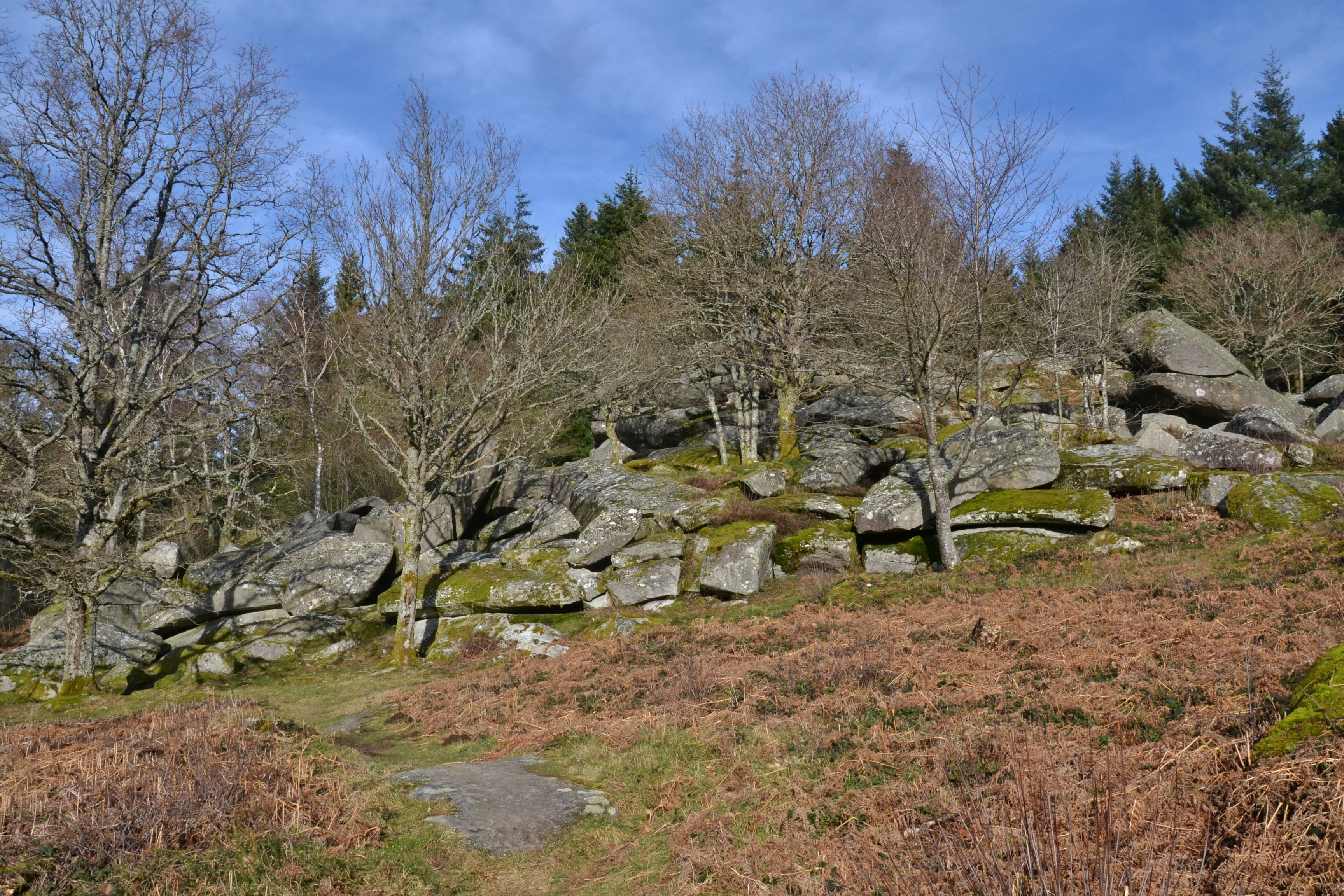
Granitisches Felsenmeer der Pierres Civières
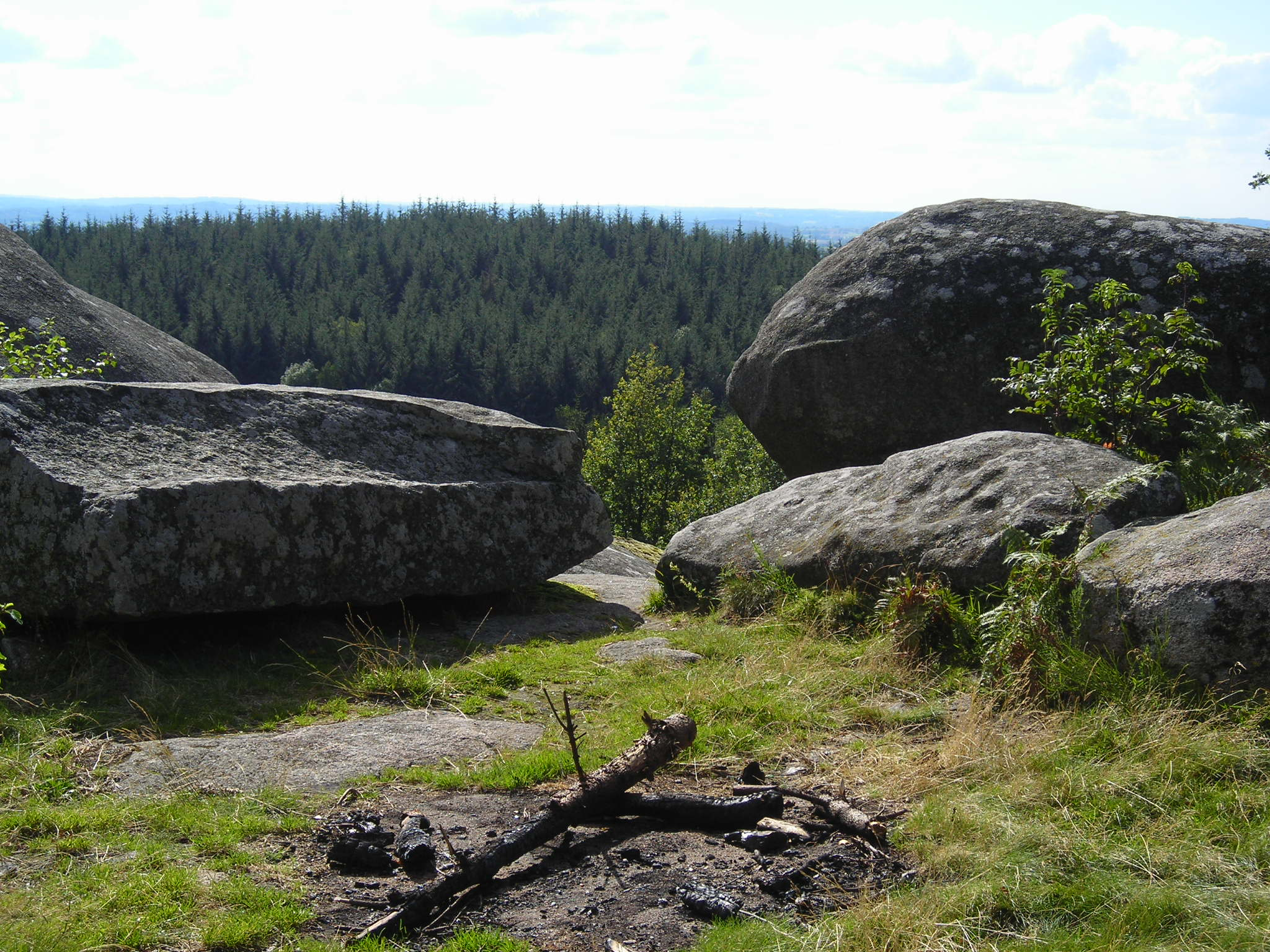
Nahaufnahme der Pierres Civières
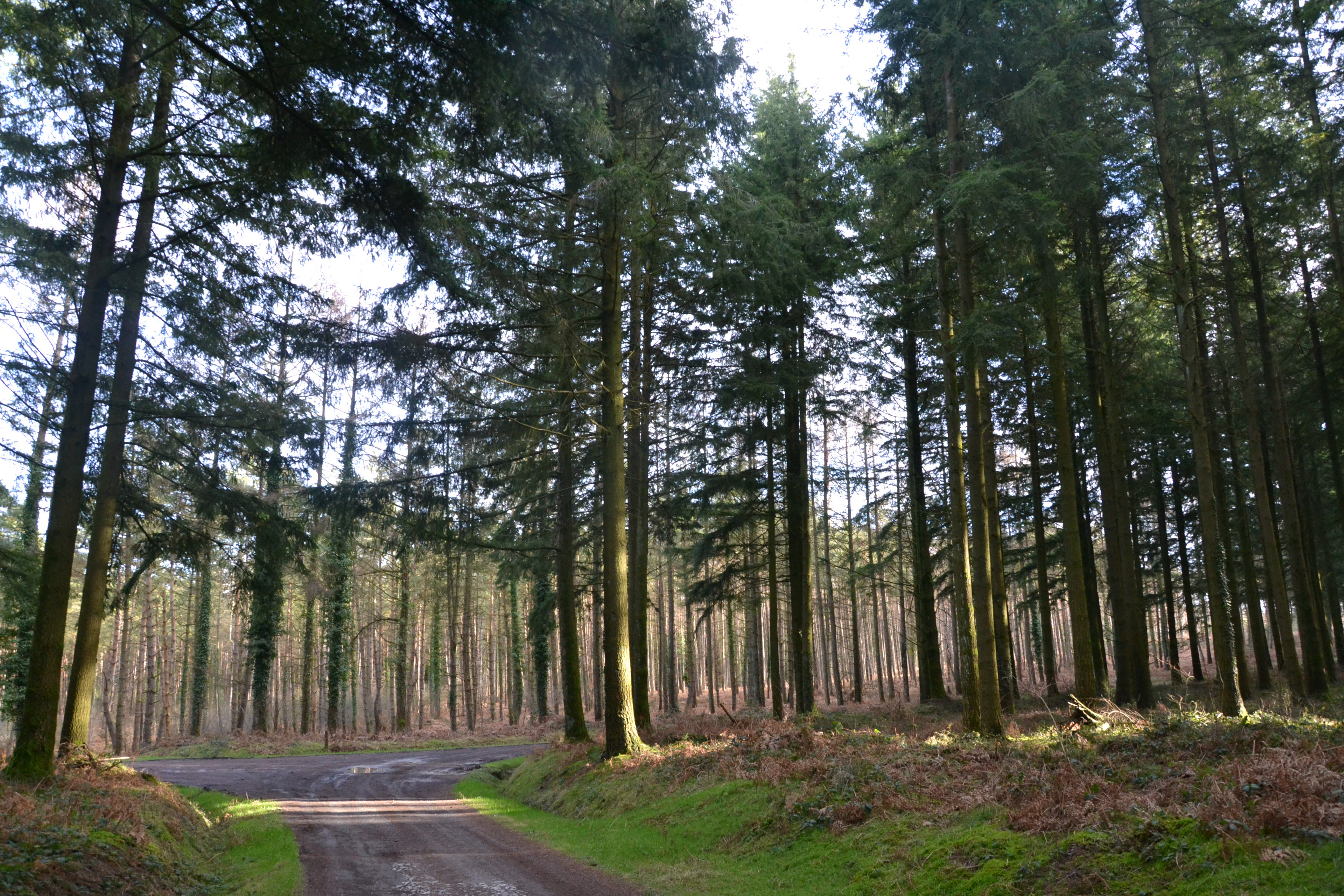
Forststraße am Maupuy
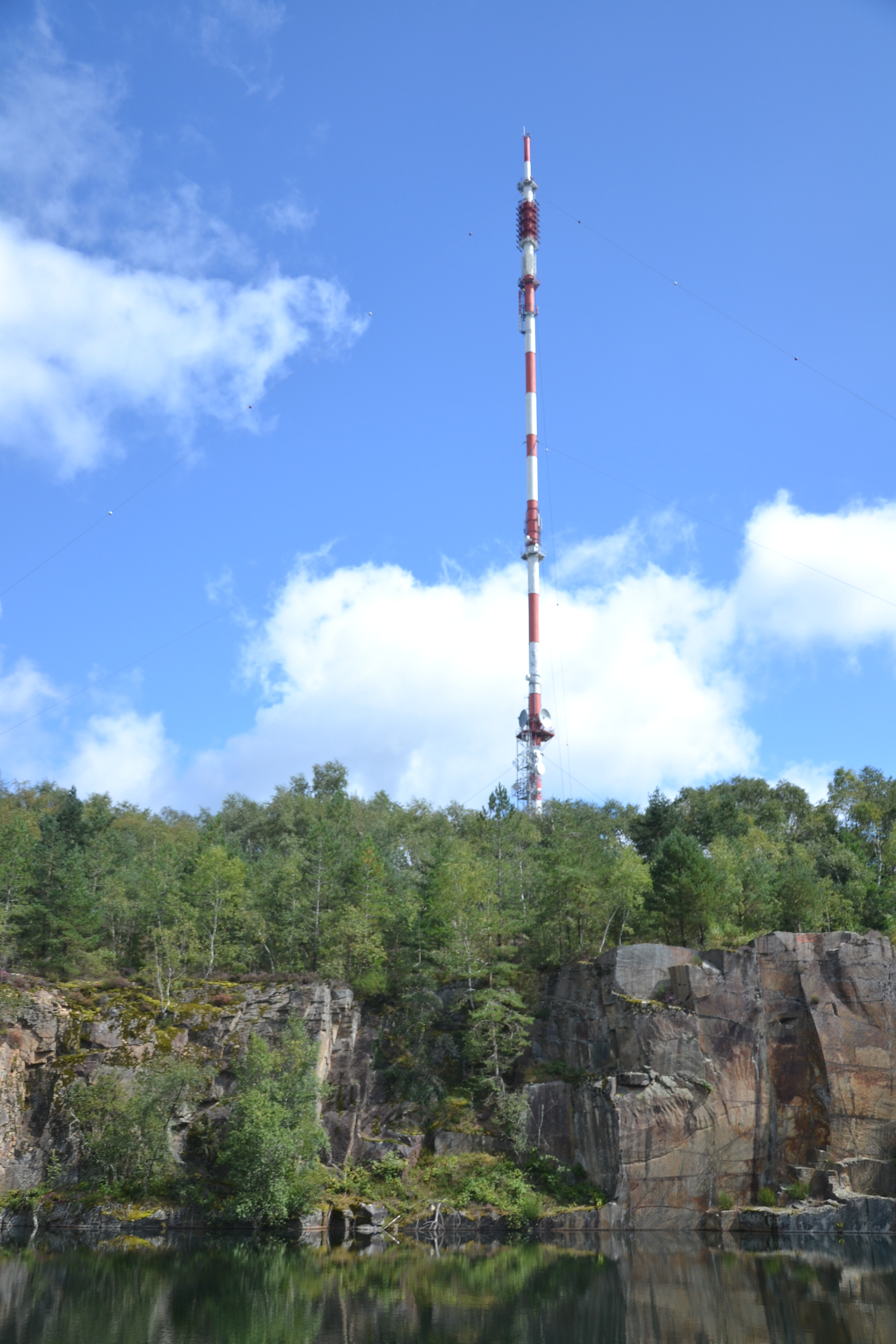
Alter Steinbruch am Maupuy
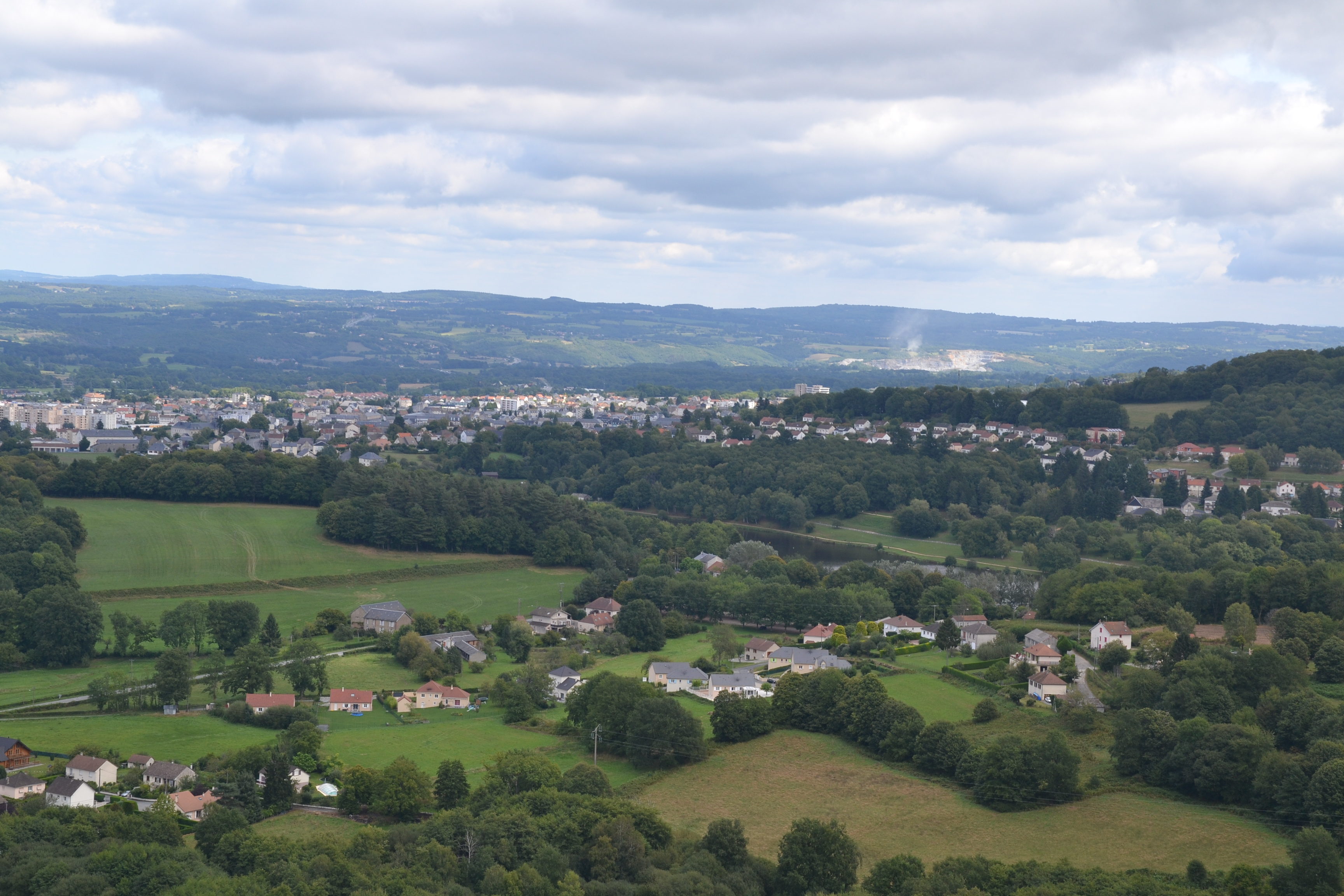
Blick vom Maupuy nach Nordost Richtung Guéret
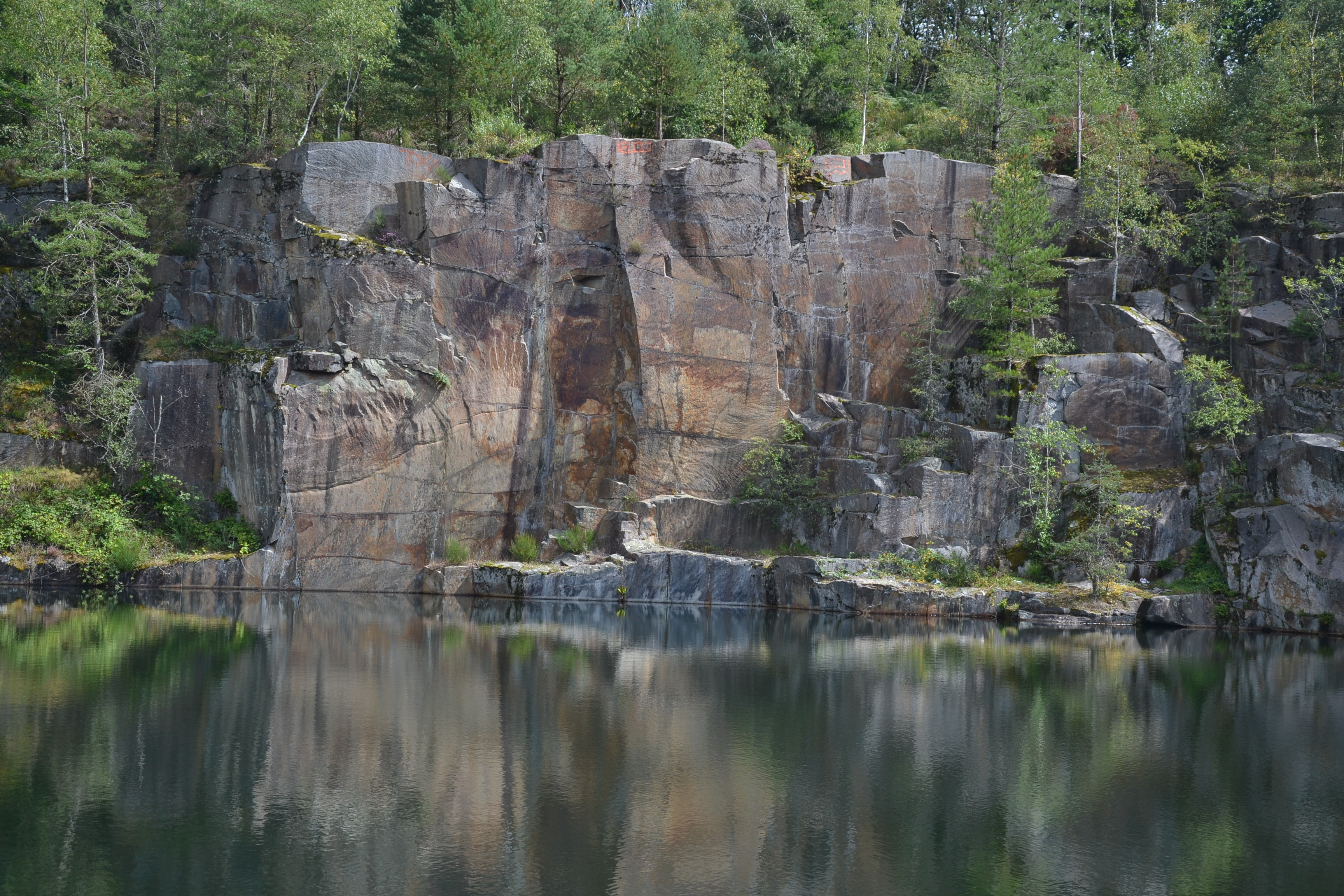
Unter Wasser stehender ehemaliger Granitsteinbruch
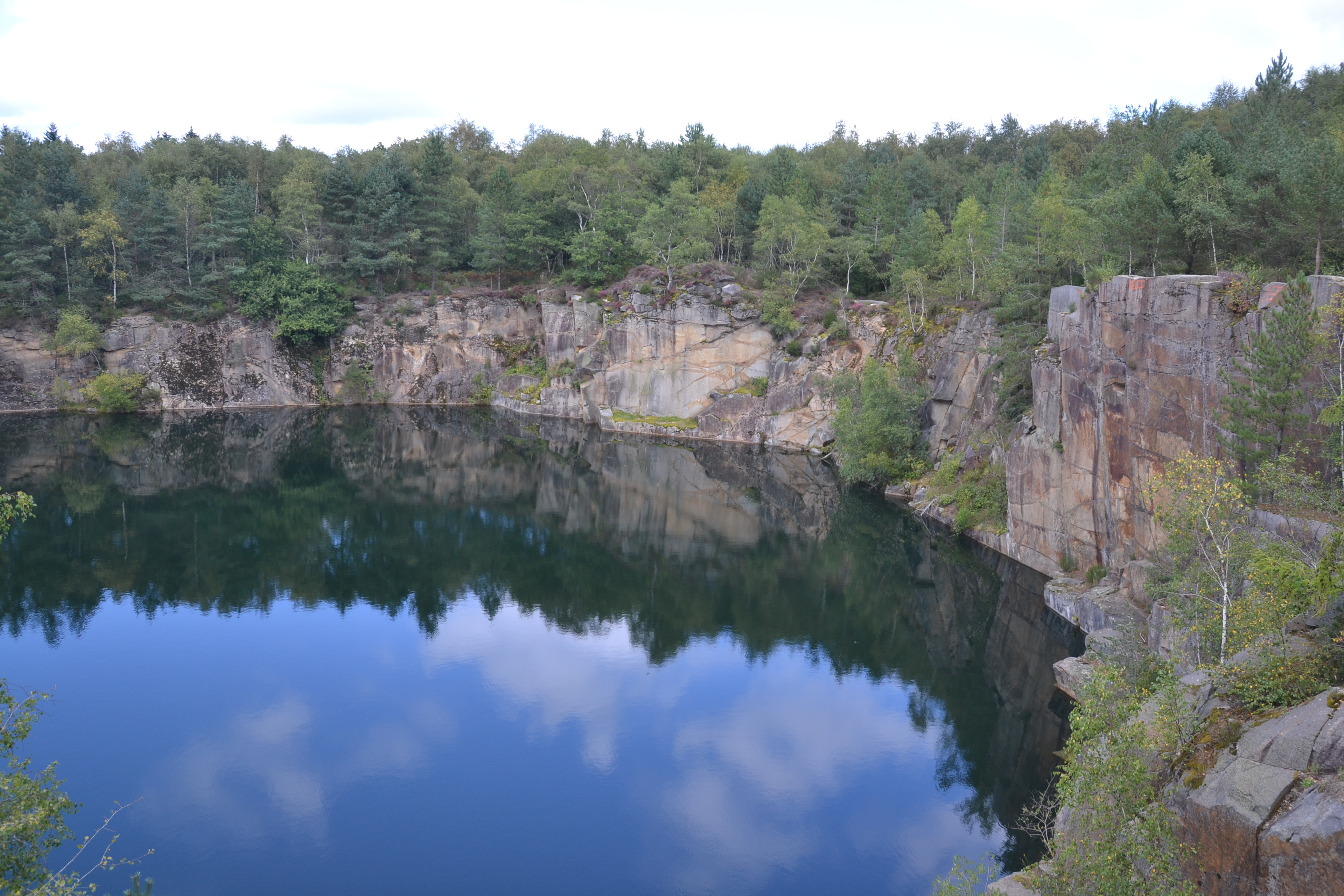
Rundblick
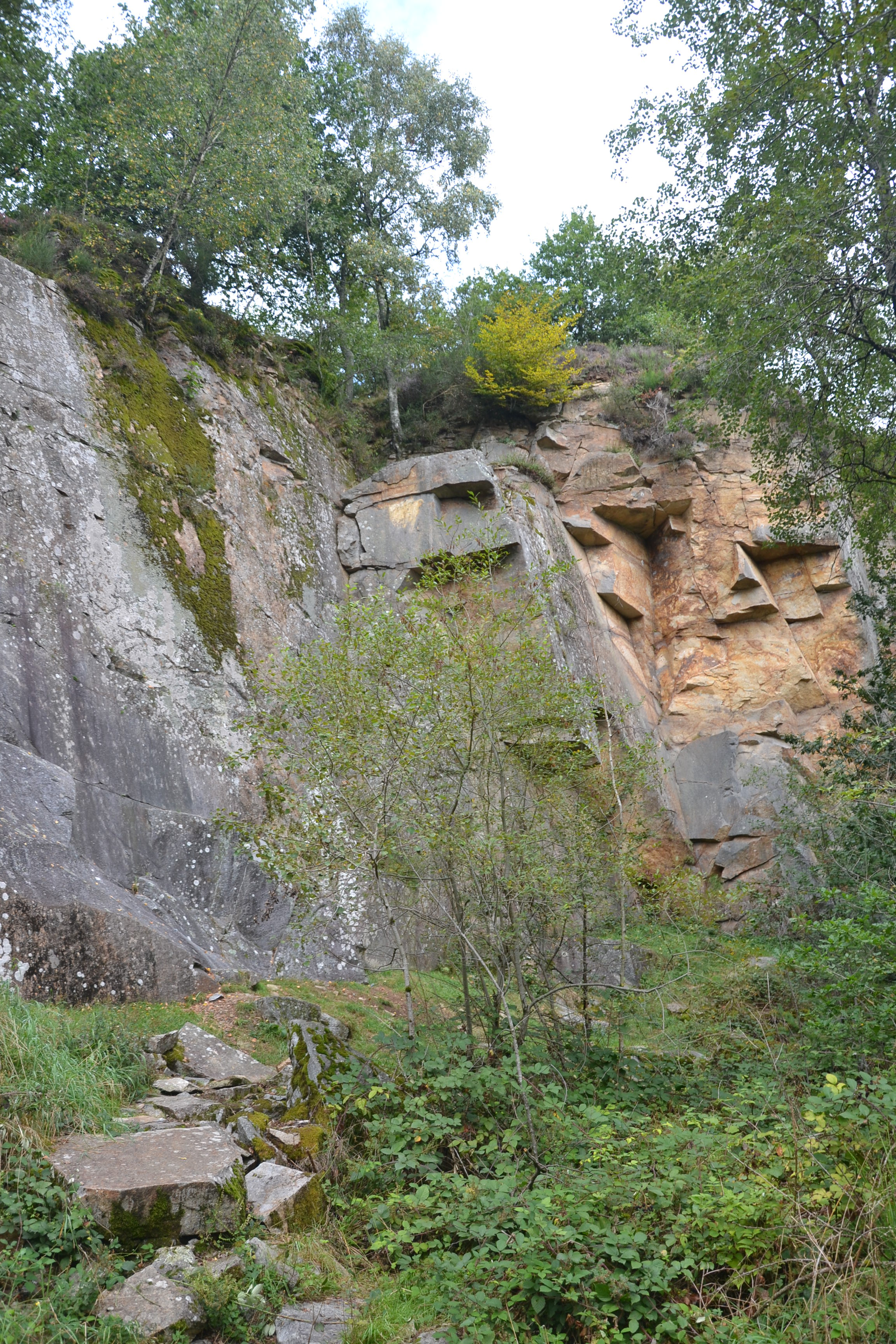
Abbruchwand